# Kovačica
Kovačica (in serbo Ковачица?; in slovacco Kovačica; in ungherese Antalfalva; in romeno Kovăcița o Covăcița; in tedesco Kowatschitza) è una città e una municipalità del distretto del Banato Meridionale nel sud-est della provincia autonoma della Voivodina. È famosa in tutta Europa per i suoi artisti naïve.